# Segunda División de Guinea
La Segunda División de Guineatambién llamado Guinée Championnat National 2 en francés, es la segunda división del fútbol de Guinea, el torneo se disputa desde 2008 y es organizado por la Federación Guineana de Fútbol.
El equipo campeón y el subcampeón asciende al Campeonato Nacional de Guinea.

## Equipos temporada 2022-23

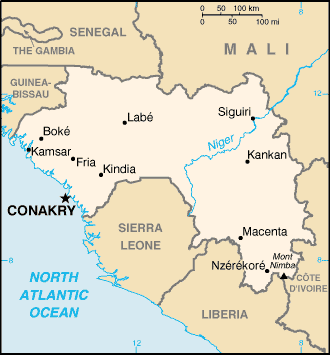
Guinea.

| Equipo              | Ciudad   |
| ------------------- | -------- |
| Alu Star            | Fria     |
| ASFAG Conakry       | Conakry  |
| CS Étoile de Guinée | Conakri  |
| Eléphant Coléah FC  | Conakri  |
| Gangan FC           | Kindia   |
| Guinée Foot Elite   | Conakri  |
| Kaloum FC           | Conakri  |
| Karfamoriah FC      | Kankan   |
| Loubha FC           | Telimélé |
| Manden FC           | Kankan   |
| RCC Kamsar          | Boké     |
| Santoba FC          | Conakry  |
| Wawa AC             | Kindia   |
| Ted Afrique         | Conakri  |

## Palmarés
| Temporada | Campeón                                      | Subcampeón                                   |
| --------- | -------------------------------------------- | -------------------------------------------- |
| 2008      | AS Batè Nafadji                              | Espoir Labé                                  |
| 2008-09   | AS Kaloum Star                               | CS Étoile de Guinée                          |
| 2009-10   | FC Séquence                                  | Sankaran FC                                  |
| 2010-11   | Santoba FC                                   | AS Kaloum Star                               |
| 2011-12   | Tabounsou FC                                 | CI Kamsar                                    |
| 2012-13   | No otorgado, pero ascienden                  | No otorgado, pero ascienden                  |
| 2013-14   | Gangan FC                                    | Hafia FC                                     |
| 2014-15   | ASFAG Conakry                                | Flamme Olympique FC                          |
| 2015-16   | Renaissance Conakry FC                       | Académie Soar                                |
| 2016-17   | Eléphant Coléah FC                           | Milo FC                                      |
| 2017-18   | Santoba FC                                   | Académie Soar                                |
| 2018-19   | Flamme Olympique FC                          | Loubha FC                                    |
| 2019-20   | Abandonado debido a la pandemia del COVID-19 | Abandonado debido a la pandemia del COVID-19 |
| 2020-21   | Milo FC                                      | FC Séquence                                  |
| 2021-22   | Renaissance Conakry FC                       | AS Mineurs                                   |

## Títulos por club
| Club                   | Ciudad  | Campeón | Subcampeón | Años campeón |
| ---------------------- | ------- | ------- | ---------- | ------------ |
| Santoba FC             | Conakri | 2       | 0          | 2011, 2018   |
| Renaissance Conakry FC | Conakri | 2       | 0          | 2016, 2022   |
| AS Kaloum Star         | Conakri | 1       | 1          | 2009         |
| Flamme Olympique FC    | Conakri | 1       | 1          | 2019         |
| AS Batè Nafadji        | Conakri | 1       | 0          | 2008         |
| FC Séquence            | Conakri | 1       | 1          | 2010         |
| Tabounsou FC           | Conakri | 1       | 0          | 2012         |
| Gangan FC              | Kindia  | 1       | 0          | 2014         |
| ASFAG Conakry          | Conakri | 1       | 0          | 2015         |
| Eléphant Coléah FC     | Conakri | 1       | 0          | 2017         |
| Milo FC                | Kankan  | 1       | 1          | 2021         |
| Académie Soar          | Kindia  | 0       | 2          | ----         |
| Espoir Labé            | Labé    | 0       | 1          | ----         |
| CS Étoile de Guinée    | Conakri | 0       | 1          | ----         |
| Sankaran FC            | Faranah | 0       | 1          | ----         |
| CI Kamsar              | Boké    | 0       | 1          | ----         |
| Hafia FC               | Conakri | 0       | 1          | ----         |
| Loubha FC              | Kindia  | 0       | 1          | ----         |
| AS Mineurs             | Boké    | 0       | 1          | ----         |